# Copa de Uzbekistán 2023
La Copa de Uzbekistán 2023 fue la trigésima primera edición de la Copa Nacional del fútbol uzbeko. El ganador clasificó a la fase de grupos de la Liga de Campeones 2 de la AFC 2024-25 y a la Supercopa de Uzbekistán 2024.

## Sistema de competición
Los 38 equipos participantes compitieron por el título a lo largo de tres fases:
- Fase preliminar
- Fase de grupos
- Fase eliminatoria

### Fase preliminar
Los 8 equipos que no estuvieron entre los primeros 5 lugares de la Pro-B Liga 2022 disputaron 2 cupos para la fase de grupos. El formato de eliminación fue a partido único.

### Fase de grupos
Los 30 equipos previamente clasificados se sumaron a los 2 equipos procedentes de la fase preliminar, sumando 32 equipos. Los 32 participantes se dividieron en 8 grupos de 4 equipos cada uno y jugaron entre ellos a lo largo de 3 fechas. Tras finalizar las fechas, los 2 mejores equipos de cada grupo clasificaron a la fase eliminatoria.

### Fase eliminatoria
Los 16 equipos clasificados de la ronda anterior se enfrentaron en series de eliminación directa desde octavos de final hasta la final a partido único, a realizarse en el estadio Markaziy, de Qarshi.

## Equipos participantes
Se clasificaron a la fase de grupos:
- Los 14 equipos de la Superliga.
- Los 11 equipos de la Pro Liga.
- Los 5 mejores equipos de la Pro-B Liga (tercera división).

| Superliga          | Pro Liga           | Pro-B Liga        |
| Fase de grupos     | Fase de grupos     | Fase de grupos    |
| ------------------ | ------------------ | ----------------- |
| AGMK               | Andijon-SGS        | Dustlik Tashkent  |
| Andijon            | Aral Nukus         | Lokomotiv-BFK     |
| Bunyodkor          | Dinamo Samarcanda  | Shahrixonchi      |
| Buxoro             | G'ijduvon          | Yangiyer          |
| Metallurg Bekabad  | Khorezm Urgench    | Zomin             |
| Nasaf Qarshi       | Kokand 1912        | Fase eliminatoria |
| Navbahor Namangan  | Lokomotiv Tashkent | Chigatoy          |
| Neftchi Farg'ona   | Mash'al Mubarek    | Jayxun            |
| Olympik            | Navbahor Farm      | Jizzax PFK        |
| Paxtakor Tashkent  | Sho'rtan           | Nurafshon         |
| Qizilqum Zarafshon | Unired             | Olimpiya          |
| Sogdiana Jizzakh   |                    | Qumqurgon         |
| Surkhon Termez     | Sementchi          |                   |
| Turon Yaypan       | Yangiyul           |                   |

## Fase preliminar

### Ronda 1
Los partidos se disputaron el 23 y 24 de marzo de 2023.
| Equipo 1  | Resultado | Equipo 2  |
| --------- | --------- | --------- |
| Chigatoy  | 1–4       | Nurafshon |
| Jizzax    | 2–0       | Yangiyul  |
| Sementchi | 0–1       | Jayxun    |
| Olimpiya  | 3–1       | Qumqurgon |

### Ronda 2
Los partidos se disputaron el 26 de marzo de 2023.
| Equipo 1  | Resultado | Equipo 2 |
| --------- | --------- | -------- |
| Nurafshon | 2–5       | Jizzax   |
| Jayxun    | 1–2       | Olimpiya |

## Fase de grupos

### Grupo A
| Pos. | Equipo      | Pts. | PJ | G | E | P | GF | GC | Dif. | Clasificación     |     | AGM | AND | JIX | GIJ |
| ---- | ----------- | ---- | -- | - | - | - | -- | -- | ---- | ----------------- | --- | --- | --- | --- | --- |
| 1    | AGMK        | 9    | 3  | 3 | 0 | 0 | 14 | 2  | +12  | Fase eliminatoria |     | —   | 6–1 | —   | —   |
| 2    | Andijon-SGS | 6    | 3  | 2 | 0 | 1 | 9  | 10 | −1   | Fase eliminatoria |     | —   | —   | 3–2 | 5–2 |
| 3    | Jizzax      | 3    | 3  | 1 | 0 | 2 | 5  | 7  | −2   |                   |     | 1–3 | —   | —   | 2–1 |
| 4    | Gijduvon    | 0    | 3  | 0 | 0 | 3 | 3  | 12 | −9   |                   | 0–5 | —   | —   | —   |     |

 Fuente: Soccerway

### Grupo B
| Pos. | Equipo          | Pts. | PJ | G | E | P | GF | GC | Dif. | Clasificación     |     | NAS | SUR | MAS | KOK |
| ---- | --------------- | ---- | -- | - | - | - | -- | -- | ---- | ----------------- | --- | --- | --- | --- | --- |
| 1    | Nasaf Qarshi    | 9    | 3  | 3 | 0 | 0 | 3  | 0  | +3   | Fase eliminatoria |     | —   | 1–0 | —   | —   |
| 2    | Surkhon Termez  | 4    | 3  | 1 | 1 | 1 | 4  | 1  | +3   | Fase eliminatoria |     | —   | —   | 0–0 | 4–0 |
| 3    | Mash'al Mubarek | 4    | 3  | 1 | 1 | 1 | 3  | 3  | 0    |                   |     | 0–1 | —   | —   | 3–2 |
| 4    | Kokand 1912     | 0    | 3  | 0 | 0 | 3 | 2  | 8  | −6   |                   | 0–1 | —   | —   | —   |     |

 Fuente: Soccerway

### Grupo C
| Pos. | Equipo            | Pts. | PJ | G | E | P | GF | GC | Dif. | Clasificación     |     | BUN | MET | NEF | UNI |
| ---- | ----------------- | ---- | -- | - | - | - | -- | -- | ---- | ----------------- | --- | --- | --- | --- | --- |
| 1    | Bunyodkor         | 5    | 3  | 1 | 2 | 0 | 1  | 0  | +1   | Fase eliminatoria |     | —   | 1–0 | —   | —   |
| 2    | Metallurg Bekabad | 4    | 3  | 1 | 1 | 1 | 4  | 4  | 0    | Fase eliminatoria |     | —   | —   | 2–1 | 2–2 |
| 3    | Neftchi Ferganá   | 4    | 3  | 1 | 1 | 1 | 4  | 2  | +2   |                   |     | 0–0 | —   | —   | —   |
| 4    | Unired            | 2    | 3  | 0 | 2 | 1 | 2  | 5  | −3   |                   | 0–0 | —   | 0–3 | —   |     |

 Fuente: Soccerway
Notas:
1. 1 2  Puntos en partidos directos: Metallurg Bekabad 3, Neftchi Ferganá 0.

### Grupo D
| Pos. | Equipo       | Pts. | PJ | G | E | P | GF | GC | Dif. | Clasificación     |   | TUR | BUX | SHU | YAN |
| ---- | ------------ | ---- | -- | - | - | - | -- | -- | ---- | ----------------- | - | --- | --- | --- | --- |
| 1    | Turon Yaypan | 7    | 3  | 2 | 1 | 0 | 7  | 3  | +4   | Fase eliminatoria |   | —   | —   | 5–2 | 1–0 |
| 2    | Buxoro       | 5    | 3  | 1 | 2 | 0 | 3  | 2  | +1   | Fase eliminatoria |   | 1–1 | —   | 1–1 | —   |
| 3    | Shurtan      | 4    | 3  | 1 | 1 | 1 | 6  | 7  | −1   |                   |   | —   | —   | —   | 3–1 |
| 4    | Yangiyer     | 0    | 3  | 0 | 0 | 3 | 1  | 5  | −4   |                   | — | 0–1 | —   | —   |     |

 Fuente: Soccerway

### Grupo E
| Pos. | Equipo             | Pts. | PJ | G | E | P | GF | GC | Dif. | Clasificación     |     | DIN | LOK | QIZ | ZOM |
| ---- | ------------------ | ---- | -- | - | - | - | -- | -- | ---- | ----------------- | --- | --- | --- | --- | --- |
| 1    | Dinamo Samarcanda  | 9    | 3  | 3 | 0 | 0 | 7  | 1  | +6   | Fase eliminatoria |     | —   | 3–1 | 1–0 | —   |
| 2    | Lokomotiv Tashkent | 6    | 3  | 2 | 0 | 1 | 7  | 3  | +4   | Fase eliminatoria |     | —   | —   | —   | 4–0 |
| 3    | Qizilqum Zarafshon | 3    | 3  | 1 | 0 | 2 | 3  | 3  | 0    |                   |     | —   | 0–2 | —   | 3–0 |
| 4    | Zomin              | 0    | 3  | 0 | 0 | 3 | 0  | 10 | −10  |                   | 0–3 | —   | —   | —   |     |

 Fuente: Soccerway

### Grupo F
| Pos. | Equipo            | Pts. | PJ | G | E | P | GF | GC | Dif. | Clasificación     |   | OLY | NAV | ADJ | OLP |
| ---- | ----------------- | ---- | -- | - | - | - | -- | -- | ---- | ----------------- | - | --- | --- | --- | --- |
| 1    | Olympik           | 7    | 3  | 2 | 1 | 0 | 5  | 1  | +4   | Fase eliminatoria |   | —   | 2–1 | —   | 3–0 |
| 2    | Navbahor Namangan | 6    | 3  | 2 | 0 | 1 | 6  | 3  | +3   | Fase eliminatoria |   | —   | —   | 1–0 | —   |
| 3    | Andijon           | 4    | 3  | 1 | 1 | 1 | 6  | 1  | +5   |                   |   | 0–0 | —   | —   | 6–0 |
| 4    | Olimpiya          | 0    | 3  | 0 | 0 | 3 | 1  | 13 | −12  |                   | — | 1–4 | —   | —   |     |

 Fuente: Soccerway

### Grupo G
| Pos. | Equipo            | Pts. | PJ | G | E | P | GF | GC | Dif. | Clasificación     |   | ARA | PAK | SOG | DUS |
| ---- | ----------------- | ---- | -- | - | - | - | -- | -- | ---- | ----------------- | - | --- | --- | --- | --- |
| 1    | Aral              | 7    | 3  | 2 | 1 | 0 | 8  | 3  | +5   | Fase eliminatoria |   | —   | 2–0 | —   | 4–1 |
| 2    | Pajtakor Tashkent | 6    | 3  | 2 | 0 | 1 | 6  | 2  | +4   | Fase eliminatoria |   | —   | —   | 1–0 | —   |
| 3    | Sogdiana Jizzakh  | 4    | 3  | 1 | 1 | 1 | 7  | 3  | +4   |                   |   | 2–2 | —   | —   | —   |
| 4    | Dustlik Tashkent  | 0    | 3  | 0 | 0 | 3 | 1  | 14 | −13  |                   | — | 0–5 | 0–5 | —   |     |

 Fuente: Soccerway

### Grupo H
| Pos. | Equipo         | Pts. | PJ | G | E | P | GF | GC | Dif. | Clasificación     |   | XOR | PAX | LKB | SHA |
| ---- | -------------- | ---- | -- | - | - | - | -- | -- | ---- | ----------------- | - | --- | --- | --- | --- |
| 1    | Xorazm Urganch | 9    | 3  | 3 | 0 | 0 | 6  | 2  | +4   | Fase eliminatoria |   | —   | —   | 1–0 | 2–0 |
| 2    | Paxtakor-79    | 4    | 3  | 1 | 1 | 1 | 5  | 5  | 0    | Fase eliminatoria |   | 2–3 | —   | —   | 2–1 |
| 3    | Lokomotiv-BFK  | 2    | 3  | 0 | 2 | 1 | 4  | 5  | −1   |                   |   | —   | 1–1 | —   | —   |
| 4    | Shahrixonchi   | 1    | 3  | 0 | 1 | 2 | 4  | 7  | −3   |                   | — | —   | 3–3 | —   |     |

 Fuente: Soccerway

## Fase eliminatoria

### Cuadro de desarrollo
|  | Octavos de final   | Octavos de final  |                           |       | Cuartos de final                | Cuartos de final                |  |  | Semifinales   | Semifinales   |  |  | Final           | Final           |
|  | 1 al 16 de agosto  | 1 al 16 de agosto |                           |       | 31 de agosto al 3 de septiembre | 31 de agosto al 3 de septiembre |  |  | 19 de octubre | 19 de octubre |  |  | 12 de noviembre | 12 de noviembre |
|  |                    |                   |                           |       |                                 |                                 |  |  |               |               |  |  |                 |                 |
|  |                    |                   |                           |       |                                 |                                 |  |  |               |               |  |  |                 |                 |
|  |                    |                   |                           |       |                                 |                                 |  |  |               |               |  |  |                 |                 |
|  | Turon Yaypan       | 3                 |                           |       |                                 |                                 |  |  |               |               |  |  |                 |                 |
|  | Turon Yaypan       | 3                 |                           |       |                                 |                                 |  |  |               |               |  |  |                 |                 |
|  | Paxtakor-79        | 0                 |                           |       |                                 |                                 |  |  |               |               |  |  |                 |                 |
|  | Paxtakor-79        | 0                 | Turon Yaypan              | 1     |                                 |                                 |  |  |               |               |  |  |                 |                 |
|  |                    |                   |                           | 1     |                                 |                                 |  |  |               |               |  |  |                 |                 |
|  |                    | Nasaf             | 2                         |       |                                 |                                 |  |  |               |               |  |  |                 |                 |
|  | Nasaf              | Nasaf             | 2                         | 4     |                                 |                                 |  |  |               |               |  |  |                 |                 |
|  | Nasaf              |                   |                           | 4     |                                 |                                 |  |  |               |               |  |  |                 |                 |
|  | Buxoro             | 3                 |                           |       |                                 |                                 |  |  |               |               |  |  |                 |                 |
|  | Buxoro             | 3                 | Nasaf                     | 2 (4) |                                 |                                 |  |  |               |               |  |  |                 |                 |
|  |                    |                   |                           | 2 (4) |                                 |                                 |  |  |               |               |  |  |                 |                 |
|  |                    | Dinamo Samarcanda | 2 (3)                     |       |                                 |                                 |  |  |               |               |  |  |                 |                 |
|  | Dinamo Samarcanda  | Dinamo Samarcanda | 2 (3)                     | 3     |                                 |                                 |  |  |               |               |  |  |                 |                 |
|  | Dinamo Samarcanda  |                   |                           | 3     |                                 |                                 |  |  |               |               |  |  |                 |                 |
|  | Pajtakor Tashkent  | 2                 |                           |       |                                 |                                 |  |  |               |               |  |  |                 |                 |
|  | Pajtakor Tashkent  | 2                 | Dinamo Samarcanda (t. s.) | 4     |                                 |                                 |  |  |               |               |  |  |                 |                 |
|  |                    |                   |                           | 4     |                                 |                                 |  |  |               |               |  |  |                 |                 |
|  |                    | Olympik           | 3                         |       |                                 |                                 |  |  |               |               |  |  |                 |                 |
|  | Olympik            | Olympik           | 3                         | 10    |                                 |                                 |  |  |               |               |  |  |                 |                 |
|  | Olympik            |                   |                           | 10    |                                 |                                 |  |  |               |               |  |  |                 |                 |
|  | Andijon-SGS        | 0                 |                           |       |                                 |                                 |  |  |               |               |  |  |                 |                 |
|  | Andijon-SGS        | 0                 | Nasaf                     | 1     |                                 |                                 |  |  |               |               |  |  |                 |                 |
|  |                    |                   |                           | 1     |                                 |                                 |  |  |               |               |  |  |                 |                 |
|  |                    | AGMK              | 0                         |       |                                 |                                 |  |  |               |               |  |  |                 |                 |
|  | AGMK               | AGMK              | 0                         | 2     |                                 |                                 |  |  |               |               |  |  |                 |                 |
|  | AGMK               |                   |                           | 2     |                                 |                                 |  |  |               |               |  |  |                 |                 |
|  | Lokomotiv Tashkent | 1                 |                           |       |                                 |                                 |  |  |               |               |  |  |                 |                 |
|  | Lokomotiv Tashkent | 1                 | AGMK                      | 4     |                                 |                                 |  |  |               |               |  |  |                 |                 |
|  |                    |                   |                           | 4     |                                 |                                 |  |  |               |               |  |  |                 |                 |
|  |                    | Xorazm            | 2                         |       |                                 |                                 |  |  |               |               |  |  |                 |                 |
|  | Xorazm             | Xorazm            | 2                         | 3     |                                 |                                 |  |  |               |               |  |  |                 |                 |
|  | Xorazm             |                   |                           | 3     |                                 |                                 |  |  |               |               |  |  |                 |                 |
|  | Metallurg          | 1                 |                           |       |                                 |                                 |  |  |               |               |  |  |                 |                 |
|  | Metallurg          | 1                 | AGMK                      | 2     |                                 |                                 |  |  |               |               |  |  |                 |                 |
|  |                    |                   |                           | 2     |                                 |                                 |  |  |               |               |  |  |                 |                 |
|  |                    | Navbahor          | 1                         |       |                                 |                                 |  |  |               |               |  |  |                 |                 |
|  | Bunyodkor          | Navbahor          | 1                         | 2     |                                 |                                 |  |  |               |               |  |  |                 |                 |
|  | Bunyodkor          |                   |                           | 2     |                                 |                                 |  |  |               |               |  |  |                 |                 |
|  | Surkhon (t. s.)    | 3                 |                           |       |                                 |                                 |  |  |               |               |  |  |                 |                 |
|  | Surkhon (t. s.)    | 3                 | Surkhon                   | 0     |                                 |                                 |  |  |               |               |  |  |                 |                 |
|  |                    |                   |                           | 0     |                                 |                                 |  |  |               |               |  |  |                 |                 |
|  |                    | Navbahor          | 2                         |       |                                 |                                 |  |  |               |               |  |  |                 |                 |
|  | Aral               | Navbahor          | 2                         | 0     |                                 |                                 |  |  |               |               |  |  |                 |                 |
|  | Aral               |                   |                           | 0     |                                 |                                 |  |  |               |               |  |  |                 |                 |
|  | Navbahor           | 2                 |                           |       |                                 |                                 |  |  |               |               |  |  |                 |                 |
|  | Navbahor           | 2                 |                           |       |                                 |                                 |  |  |               |               |  |  |                 |                 |

### Octavos de final
Los partidos se disputaron entre el 1 y 16 de agosto de 2023.
| Equipo 1           | Resultado   | Equipo 2           |
| ------------------ | ----------- | ------------------ |
| AGMK               | 2–1         | Lokomotiv Tashkent |
| Turon Yaypan       | 3–0         | Paxtakor-79        |
| Nasaf Qarshi       | 4–3         | Buxoro             |
| Bunyodkor Tashkent | 2–3 (t. s.) | Surkhon Termez     |
| Olympik            | 10–0        | Andijon-SGS        |
| Aral               | 0–2         | Navbahor Namangan  |
| Xorazm Urganch     | 3–1         | Metallurg Bekabad  |
| Dinamo Samarcanda  | 3–2         | Pajtakor Tashkent  |

### Cuartos de final
Los partidos se disputaron entre el 31 de agosto y 3 de septiembre de 2023.
| Equipo 1          | Resultado   | Equipo 2          |
| ----------------- | ----------- | ----------------- |
| AGMK              | 4–2         | Xorazm Urganch    |
| Turon Yaypan      | 1–2         | Nasaf Qarshi      |
| Surkhon Termez    | 0–2         | Navbahor Namangan |
| Dinamo Samarcanda | 4–3 (t. s.) | Olympik           |

### Semifinales
Los partidos se disputaron entre el 19 de octubre de 2023.
| Equipo 1     | Resultado    | Equipo 2          |
| ------------ | ------------ | ----------------- |
| AGMK         | 2–2 (4–3 p.) | Navbahor Namangan |
| Nasaf Qarshi | 2–1          | Dinamo Samarcanda |

### Final
La final se jugó el 12 de noviembre de 2023 en Qarshi.
| Equipo 1     | Resultado | Equipo 2 |
| ------------ | --------- | -------- |
| Nasaf Qarshi | 1–0       | AGMK     |

|                                 |
| Bandera de Uzbekistán           |
| Campeón Nasaf Qarshi 4.º título |